# Anton Sacharov
Anton Aleksandrovič Sacharov (in russo Антон Александрович Сахаров?; Volgograd, 20 ottobre 1982) è un ex calciatore russo, di ruolo difensore.

## Carriera
Ha militato, a livello professionistico, con i seguenti club: Olimpija Volgograd, Torpedo Volžskij, Uralan, Sokol Saratov, Ertis, BATĖ Borisov e Černomorec Novorossijsk
Ha all'attivo, fra l'altro, 4 presenze nel massimo campionato del suo paese d'origine, nel 2003 con l'Uralan Elista, e 22 gare nella prima divisione della Bielorussia, fra il 2007 ed il 2008 con la maglia del BATE.

## Palmarès

### Club

#### Competizioni nazionali
- Campionato bielorusso: 2

BATE: 2007, 2008